# Juan Carlos Muñoz
Juan Carlos Muñoz   (Avellaneda, 6 de maig de 1919 - Buenos Aires, 22 de novembre de 2009) fou un futbolista argentí de la dècada de 1940.
Fou membre de La Màquina de River Plate, de 1939 a 1950, i de Sportivo Dock Sud el 1938.
També jugà 11 partits amb l'Argentina, amb la qual juga el Campionat Sud-americà de futbol de 1945.

## Palmarès
River Plate
- Primera División Argentina: 1941, 1942, 1945, 1947

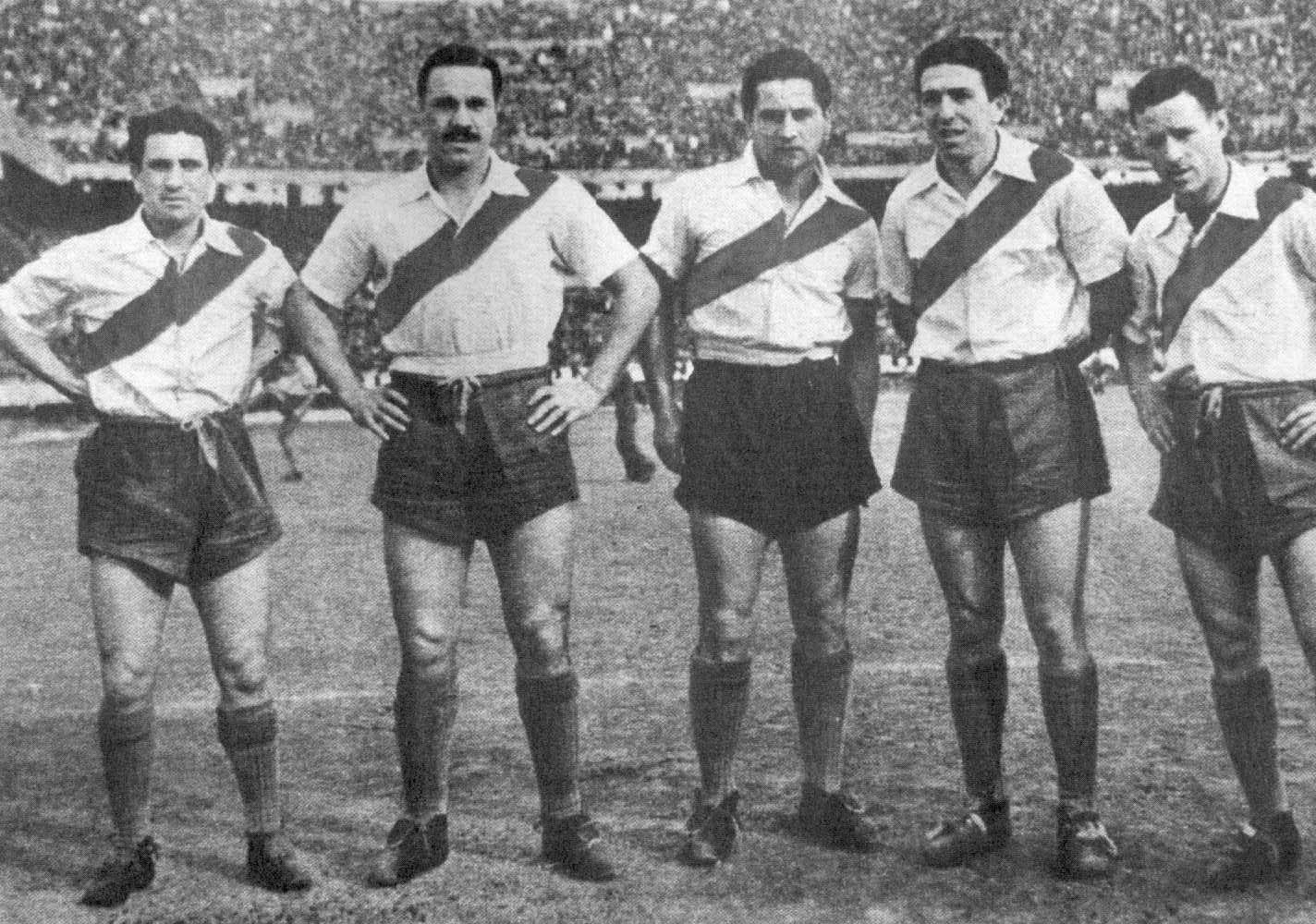
La Máquina: Muñoz, Moreno, Pedernera, Labruna i Loustau el 1941.

Argentina
- Copa Amèrica de futbol: 1945